# Ladislav Kříž (palubní střelec)
Ladislav Kříž (24. dubna 1912 Podolí – 12. ledna 1943 Biskajský záliv) byl český palubní střelec 311. československé bombardovací perutě a oběť druhé světové války.

## Život

### Před druhou světovou válkou
Ladislav Kříž se narodil 24. dubna 1912 v od roku 1922 pražské čtvrti Podolí ve Vodárenské ulici v rodině Václava Kříže. Vychodil měšťanskou školu, vyučil se a stal se mechanikem. V rámci prezenční vojenské služby absolvoval v roce 1935 v Chomutově poddůstojnickou školu, v jejím závěru pak kurz obsluhy těžkého protiletadlového kulometu. Dosáhl hodnosti četaře.

### Druhá světová válka
Po německé okupaci v březnu 1939 opustil Ladislav Kříž ilegálně Protektorát Čechy a Morava a 28. srpna téhož roku se v Krakově přihlásil do zde vznikající zahraniční československé jednotky. Po pádu Polska v září 1939 padl do sovětské internace. Po propuštění v únoru 1941 se přes Haifu a Egypt dostal do Spojeného království, kde byl přijat do Royal Air Force a 19. září 1941 zařazen k 311. československé bombardovací peruti. V prosinci téhož roku byl od perutě odvelen, ale v dubnu 1942 se opět vrátil začal působit jako palubní střelec. Po prodělání patřičného výcviku absolvoval 22. dubna 1942 první operační let, jehož úkolem bylo bombardování přístavu Le Havre. Se svou posádkou poté absolvoval dalších čtyřicet operačních letů. Dne 12. ledna 1943 vystartoval jeho stroj Vickers Wellington Mk.Ic DV799 KX-Z k hlídkovému protiponorkovému letu na Biskajský záliv, během kterého byl v 16.35 hodin sestřelen německým stíhacím letounem Focke-Wulf Fw 190 řízeném Leopoldem Groissem. Těla posádky moře nevyplavilo. Dosáhl hodnosti rotného.

## Posmrtná cenění
- V roce 1991 byl Zdeněk Janda in memoriam povýšen do hodnosti podplukovníka